# Paraponerinae
Paraponerinae – podrodzina mrówek.
Jedynym należącym tu rodzajem jest Paraponera, klasyfikowany w monotypowym plemieniu Paraponerini. Należą do niego dwa gatunki: Paraponera clavata i wymarły Paraponera dieteri.
Spośród innych mrówek Paraponerinae wyróżniają się toporokształtnym petiolusem i z tyłu silnie wydłużonym w liniowaty, u wierzchołka dwuzębny wyrostek dziewiątym sternum odwłoka. Ich głowa ma trójkątne, jednozębne żuwaczki i trzynastoczłonowe czułki o toruli położonych daleko od przedniego brzegu dobrze rozwiniętego nadustka. Na przednich skrzydłach występuje po osiem zamkniętych komórek. Środkowe i tylne odnóża mają po dwie ostrogi położone brzuszno-wierzchołkowo na goleniach. Tergum i sternum petiolusa są wyraźnie zaznaczone.
Gatunek współczesny jest neotropikalny, natomiast gatunek wymarły pochodzi z miocenu i został znaleziony w bursztynie na terenie Dominikany.